# 2084 Okayama
2084 Okayama este un asteroid din centura principală, descoperit pe 7 februarie 1935 de Sylvain Arend.